# جزيرة فيرغسون
تُعد جزيرة فيرغسون أكبر جزيرة في جزر D'Entrecasteaux في بابوا غينيا الجديدة. مساحتها تزيد قليلاً عن 500 ميل مربع (1437 كيلومتر مربع)، وتتكون في معظمها من المناطق الجبلية، التي تغطيها الغابات المطيرة. تحتوي الجزيرة على ثلاثة براكين كبيرة.
تقع جزيرة فيرغسون على بعد 3 كم عبر مضيق داوسون من جزيرة نورمانبي و 4 كم من جزيرة جودنو عبر مضيق موريسبي.